# Fünf Freunde für alle Fälle
Fünf Freunde für alle Fälle ist eine 26-teilige französisch-britische koproduzierte Zeichentrickserie, die vom 5. April 2008 bis zum 27. September 2008 auf dem britischen Disney Channel ausgestrahlt wurde. Die Serie basiert lose auf Enid Blytons Fünf Freunde.

## Inhalt
Hauptfiguren sind die Kinder der ursprünglichen Fünf Freunde: Max (Julians Sohn), Dylan (Dicks Sohn), Allie (Annes Tochter) und Jo (Georges Tochter), ein Wildfang, der genau wie ihre Mutter eine kürzere Version ihres eigentlichen Namens (Jyothi) vorzieht. Der fünfte im Bunde ist Hund Timmy.

## Produktion und Veröffentlichung
Die Serie wurde 2008 von Disney Europe, France 3, Marathon Media Group und Chorion produziert. Regie führten Pascal Pinon und Thierry Sapyn, die Musik komponierten Fabrice Aboulker und Pascal Stive. Die Produzenten haben dabei versucht, möglichst nah an den Themen der Buchreihe zu bleiben. Die Serie wurde erstmals ab dem 5. April 2008 vom Disney Channel in Großbritannien ausgestrahlt.
Ab dem 19. Juli 2008 wurde sie unter dem Titel Fünf Freunde für alle Fälle auch auf dem deutschen Disney Channel und später auch auf Toon Disney gezeigt. Seit 2009 läuft die Serie auch auf Super RTL. Außerdem wurde die Serie unter anderem ins Polnische, Italienische und Spanische übersetzt.

## Synchronisation
| Rolle          | Deutscher Sprecher | Englischer Sprecher | Französischer Sprecher |
| -------------- | ------------------ | ------------------- | ---------------------- |
| Jo Misra       | Esra Vural         | Ciara Janson        | Sauvane Delanoë        |
| Allie Campbell | Sonja Spuhl        | Kelly Metzger       | Alexandra Pic          |
| Max Kirrin     | Julien Haggège     | Jon Lee             | Hervé Grull            |
| Dylan Kirrin   | Michael Wiesner    | Lizzie Waterworth   | Alexandre Nguyen       |

## Figuren

### Hauptfiguren
- Jyothi „Jo“ Misra: 12 Jahre alt, Tochter von George und Ravi, indischer Abstammung, Anführerin der Fünf Freunde, burschikos
- Alisha „Allie“ Campbell: 12 Jahre alt, Tochter von Anne, lebt eigentlich in Kalifornien, liebt Mode und Kosmetik
- Maxwell „Max“ Kirrin: 13 Jahre alt, Sohn von Julian, Mädchenschwarm, Sportler, fährt Mountainbike und Skateboard
- Dylan Kirrin: 11 Jahre alt, Sohn von Dick, Brillenträger, Computergenie, Geschäftsmann
- Timmy: Hund von Jo, Berner Sennenhund

### Nebenfiguren
- Wachtmeisterin Lily Stubblefeld: Polizistin in Falcongate
- Georgina „George“ Misra: Frau von Ravi, Mutter von Jo, Botanikerin
- Ravi Misra: Mann von George, Vater von Jo, Zahnarzt im Ruhestand, schraubt häufig an seinem Oldtimer
- Blaine und Daine Dunston: Geschwister, Nachbarn von George und ihren Eltern, Kinder reicher Eltern, verwöhnt und arrogant
- Konstantin: Betreiber eines Minigolfplatzes und eines Imbisses, moldawischer Abstammung
- Polly Lucas: Reporterin einer Nachrichtensendung
- Prinz Pelzig: Nachrichtenaffe
- Freddy: Obdachloser
- Courtney: beste Freundin von Allie

## Episodenliste
| Reihenfolge DE | Reihenfolge GB | Deutscher Titel                         | Erstausstrahlung DE | Englischer Titel                                            | Erstausstrahlung GB |
| -------------- | -------------- | --------------------------------------- | ------------------- | ----------------------------------------------------------- | ------------------- |
| 1              | 4              | Rückkehr zur Felseninsel                | 19. Juli 2008       | The Case of the Sticks and Their Tricks                     | 26. April 2008      |
| 2              | 2              | Auf der Spur der Pflanzendiebe          | 2. August 2008      | The Case of the Plant That Could Eat Your House             | 12. April 2008      |
| 3              | 3              | Das Ungeheuer von Darkhyde              | 9. August 2008      | The Case of the Impolite and Snarly Thing                   | 19. April 2008      |
| 4              | 6              | Affenchaos                              | 23. August 2008     | The Case of the Thief Who Drinks From the Toilet            | 10. Mai 2008        |
| 5              | 5              | Stromausfall                            | 16. August 2008     | The Case of the Plot to Pull the Plug                       | 3. Mai 2008         |
| 6              | 8              | Was stinkt denn da?                     | 30. August 2008     | The Case of the Stinky Smell                                | 24. Mai 2008        |
| 7              | 7              | Das Ballonrennen                        | 20. September 2008  | The Case of the Hot Air BA-BOOM!                            | 17. Mai 2008        |
| 8              | 1              | Der Fall mit den Toffee-Fritten-Piraten | 2. August 2008      | The Case of the Fudgie Fry Pirates                          | 5. April 2008       |
| 9              | 9              | Der verschwundene Streitwagen           | 6. September 2008   | The Case of the Defective Detective                         | 31. Mai 2008        |
| 10             | 10             | Die Talentshow                          | 13. September 2008  | The Case of Allies Really Bad Singing                       | 7. Juni 2008        |
| 11             | 11             | Ausflug ins Mittelalter                 | 27. September 2008  | The Case of the Medieval Meathead                           | 14. Juni 2008       |
| 12             | 12             | Bilderrätsel                            | 15. Dezember 2008   | The Case of the Messy Mucked up Masterpiece                 | 21. Juni 2008       |
| 13             | 13             | Der Zirkus                              | 4. Oktober 2008     | The Case of the Guy Who Makes You Act Like A Chicken        | 28. Juni 2008       |
| 14             | 14             | Kuhhandel                               | 17. Dezember 2008   | The Case of the Felon with Frosty Fingers                   | 5. Juli 2008        |
| 15             | 15             | Die Geldquelle                          | 13. Dezember 2008   | The Case of the Bogus Banknotes                             | 12. Juli 2008       |
| 16             | 16             | Die Riesenkraken-Entführung             | 7. Dezember 2008    | The Case of 8 Arms and No Fingerprints                      | 19. Juli 2008       |
| 17             | 17             | Der Gelb-Flecken-Rosen-Rost             | 6. Dezember 2008    | The Case of the Flowers That Make Your Body Go All Wobbly   | 26. Juli 2008       |
| 18             | 18             | Der Falcongate-Ötzi                     | 27. Dezember 2008   | The Case of the Guy Who Looks Very Good for a 2000 Year Old | 2. August 2008      |
| 19             | 19             | Der entführte Professor                 | 13. Dezember 2008   | The Case of the Gobbling Goop                               | 9. August 2008      |
| 20             | 23             | Rätsel im Ski-Hotel                     | 25. Dezember 2008   | The Case of the Snow, The Glow and The OH-NO!               | 6. September 2008   |
| 21             | 20             | Der Surf-Wettbewerb                     | 16. März 2009       | The Case of the Surfer Dude Who is Truly Rude               | 16. August 2008     |
| 22             | 21             | Im wilden Westen                        | 19. März 2009       | The Case of the Cactus, The Coot and The Cowboy Boot        | 23. August 2008     |
| 23             | 22             | Ein Seehund dreht durch                 | 19. März 2009       | The Case of the Seal Who Gets All Up in Your Face           | 30. August 2008     |
| 24             | 24             | Das Ungeheuer vom Bodwell-See           | 18. Januar 2009     | The Case of the Fish That Flew The Coop                     | 13. September 2008  |
| 25             | 25             | Das Amulett der Kleopatra               | 19. März 2009       | The Case of the Smashed and Tangled Museum                  | 20. September 2008  |
| 26             | 26             | Die Medaille von Robert dem Rüpel       | 19. März 2009       | The Case of the Golden Medal and the Horse of Steel         | 27. September 2008  |

## Rezeption
Die Serie wurde von der Enid-Blyton-Gesellschaft kritisiert, da die Figuren in die Moderne versetzt werden und so bei den Zuschauern der Eindruck entstehe, bei Fünf Freunde ginge es um „technische Spielereien und Multi-Kulturalismus“. Die Charaktere würden sich stark von denen der Bücher unterscheiden und die Serie habe nicht viel mit dem Werk Enid Blytons gemeinsam.